# Félix Taberna
Félix Taberna Monzón (Marcilla, 18 de diciembre de 1961) es un político y sociólogo español. Es Vicepresidente 1ª y Consejero de Presidencia e Igualdad del Gobierno de Navarra (desde agosto de 2023).

## Trayectoria profesional
Nacido en la localidad navarra de Marcilla en 1961. Él y su mellizo son los pequeños de una familia de cuatro hermanos. Licenciado en Ciencias Políticas y Sociología por la Universidad Complutense de Madrid, fue profesor en la Universidad Pública de Navarra y en la UNED. Asimismo, impartió clases en la Escuela de Adaptación Social del Gobierno de Navarra. Fue parlamentario foral de Navarra, por Izquierda Unida, durante 16 años, 1991-2007.  También trabajó en CCOO de Navarra dentro de su Gabinete de Estudios. Desde 2012 a 2019 ha desarrollado su labor profesional como consultor en el espacio colaborativo de InPactos. Desde 2019 hasta 2023 ha ejercido de asesor de la presidenta de Navarra, María Chivite. A partir de agosto del 2023 es Vicepresidente Primero y Consejero de Presidencia e Igualdad del Gobierno de Navarra.
Vive en Pamplona con su pareja, Pilar Ruiz Cobo. Gran aficionado a la lectura, no tiene televisión en su casa ni dispone de carnet de conducir.

## Trayectoria política
Fue miembro de Izquierda Unida de Navarra (IUN-NEB) desde su fundación en 1986 hasta 2010, donde llegó a ejercer como coordinador general entre 1992 y 2004. Durante 16 años, de 1991 a 2007, fue miembro del Parlamento de Navarra. Entre 2004 y 2008 formó parte de la Comisión Permanente Federal de Izquierda Unida (IU), donde ejerció de coordinador ejecutivo de Política Institucional y Modelo de Estado. 
En 2010, abandonó IUN-NEB para promover la plataforma cívica "No digas que no se puede", que tenía el objetivo de favorecer el cambio político en Navarra desde la izquierda, la cual fue considerada próxima al Partido Socialista de Navarra (PSN). En julio de 2011, tras la constitución del gobierno de coalición entre UPN y PSN, fue nombrado director gerente del Instituto Navarro de Administración Pública a propuesta del PSN. En julio de 2012 se rompió el gobierno de coalición, por lo que dimitió de esa responsabilidad. En noviembre de 2013 firmó, junto con otros exdirigentes de IU, un manifiesto de participación y unidad de la izquierda, anunciando su participación en la Conferencia Política que el PSOE organizó ese mismo año. Se afilió al PSN-PSOE en el 2012.

## Obra escrita
Es colaborador habitual en periódicos y autor de varios libros de contenido sociolaboral. Sus trabajos están alojados en su blog "Mingo Revulgo".
Es coautor de las siguientes obras:
- Juventud y empleo. Una aproximación descriptiva. Editorial Popular, 1988.[9]
- La participación laboral, materia prima de la economía del conocimiento y de innovación. Servicio Navarro de Empleo y CCOO, Pamplona, 2010.[10]
- Contando con los trabajadores para una crecimiento inteligente y sostenible. Observatorio Navarro de Empleo y CCOO, Pamplona, 2011.[11]
- Capítulo «¿Dónde está la empresa? El desvanecimiento del trabajo», en el libro Frente al capital impaciente. Fundación Primero de Mayo, Madrid, 2011.[12]